# Lov

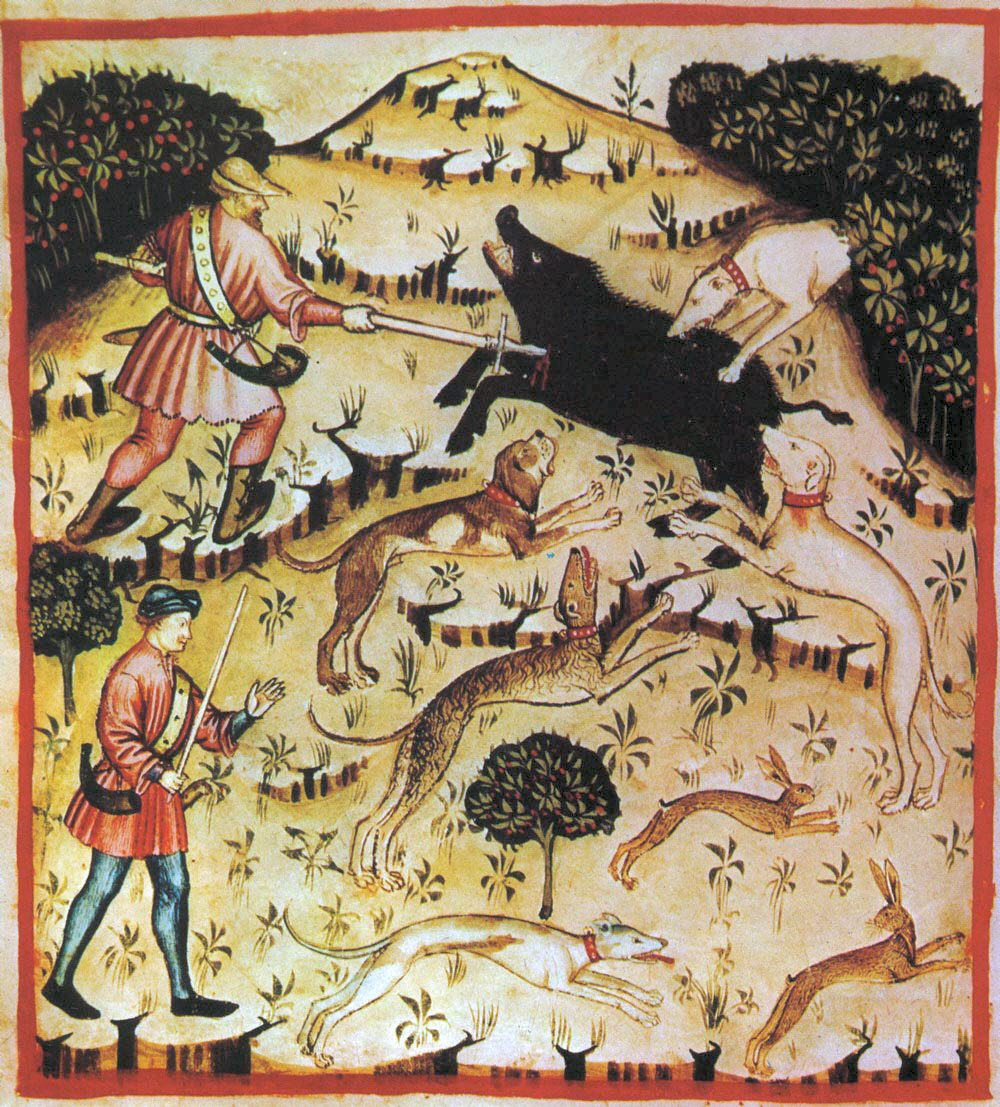
Lov je s člověkem spojen od pradávna, ať lov mamutů či divočáků

Pod pojmem lov se rozumí stíhání a zmocňování se zvěře. Z hlediska biologie a etologie je lov chováním predátora. Lovem živočich usmrcením jiného živočicha získává potravu k zachování vlastního života. (Přežití jednoho živého organismu je závislé na usmrcení jiného živého organismu.) Lovený živočich je označován jako kořist.

## Lov a člověk
V lidské praxi je lov (v myslivosti také hon či honba) činností, při které je pronásledováno zvíře za účelem:
- jeho odchytu
- jeho zabití pro získání jídla
- jeho zabití pro následný prodej jeho produktů nebo artefaktů z něj
- jeho zabití z jiných důvodů:
  - regulace stavu zvěře
  - sportovní lov
  - rekreační lov

U sportovních nebo rekreačních lovů se může objevovat fenomén sabotáže lovů, kdy jednotliví „sabotéři“ zvířata záměrně plaší a ženou od lovců.
V moderní době bývá lov pro trofeje často zakazován. Ovšem úplný zákaz trofejního lovení zvířat snižuje biodiverzitu.

## Lov a zákony
V současnosti tento termín označuje legální lov zvěře, který je v souladu se zákony, v opačném případě jde o pytláctví. Lovená zvířata se označují podle výčtu v Zákoně o myslivosti jako zvěř.

## Historie lidského lovu

### Lov v pravěku
Počátky lovu lze hledat v dobách paleolitu, kdy ještě znamenal pro člověka hlavní druh obživy. Vedle lovu zvěře se paralelně rozvíjel lov ryb – rybolov a lov drobných ptáků – čižba. Pochopitelně pro pravěké lovce byla atraktivní hlavně velká zvířata jako mamuti, zubr, los, pratur, sob, jelen, pižmoň apod. Kooperativní lov ale nevyžaduje přílišnou inteligenci, a tak jej provozují různí obratlovci. V neolitu přestává být lov hlavním zdrojem potravy díky rozvoji pěstování zemědělských plodin a počátkům rolnictví. Z odchytu zvířat se postupně vyvíjí pastevectví. V této době je domestikován kůň a pes. Jako lovecké zbraně se používaly zpočátku patrně hlavně kyje, pěstní klíny, oštěpy a vrhací hole. Později vývoj dospěl k dokonalejším zbraním jako luk se šípy, harpuna, prak, bumerang, nůž, sekera nebo vrhač oštěpů. Zbraně byly opatřovány různě opracovanými hroty z pazourků kostí nebo parohů. Časté bylo využití různě konstruovaných pastí (vrše, smyčky, oka, sítě, stupky, tlučky...). V dnešních primitivních loveckých kulturách je běžné i použití otrávených šípových hrotů, foukaček s otrávenými šipkami, omamných (jedovatých) návnad nebo lepu. Analogicky lze předpokládat jejich použití i na konci paleolitu a zejména v mezolitu a neolitu.

## Lov v mysliveckém pojetí a tradici
Lov probíhá na území, které je označováno jako honitba. Předmětem mysliveckého hospodaření – plánování, chovu spjatého s péčí o zvěř a konečně lovu – jsou druhy ptáků a savců vymezené zákonnými předpisy označované jako zvěř. Po celou historii myslivosti se paralelně vyvíjela také čižba, která se ovšem zaměřovala na lov drobných ptáků (většinou neřazených mezi zvěř). Česká myslivost užívá velké množství krásných slangových výrazů tzv. "mysliveckou mluvu". Mnohé myslivecké zvyky a obyčeje jsou vyjádřením úcty k ulovené zvěři. Lov v moderním pojetí slouží převážně k redukci stavů zvěře (zbavené v našich podmínkách do značné míry přirozených nepřátel). Společné lovy, zejména drobné zvěře, jsou také společenskou záležitostí.
Aktivní lov při němž dochází k vyhánění nebo štvaní zvěře bývá označován také jako hon (dříve se používalo slovo honba či, zejména při použití koní a psů, také štvanice).
V rámci myslivosti se lov zvěře dělí podle počtu lovců na lov osamělý nebo lov společný nebo podle cíle (lov odchytem, lov odstřelem). Zvláštními druhy lovu jsou sokolnictví, norování a fretkování využívající spolupráci lovce a speciálně vycvičeného zvířete (psa, fretky, dravého ptáka.) Mezi osamělé způsoby lovu spárkaté zvěře odstřelem patří čekaná, šoulačka a vábení. Společný lov spárkaté zvěře odstřelem lze rozdělit na nátlačku, naháňku a nadháňku s množstvím variací dle terénu, počtu lovců a druhu lovené zvěře.
Drobná zvěř se loví nejčastěji ploužením, kruhovou lečí a naháňkou. Většinou se loví postupně na v různých částech honitby označovaných jako leče.

## Lov jako potravová strategie jiných zvířat
Jako lov se též dá nazvat způsob získávání potravy (potravová strategie) jiných živočichů než člověka, typicky šelem a dravců, ale i jiných taxonomických tříd (ryby, hmyz a další).
Jejich metody k úspěšnému lovu jsou různé; zahrnují mimo jiné:
- celkové vnější přizpůsobení celého těla nebo jeho částí (drápy, zuby) pro lov
- zdokonalení smyslů pro lov (zrak, čich, sluch) i smyslových orgánů (u šelem jsou například oči orientovány rovnoběžně, u lovené zvěře naopak do co nejširšího úhlu),
- mnoho lovících živočichů využívá moment překvapení,
- jiní používají kamufláž
- dále přizpůsobení na lov v noci
- lov ve skupinách (smečkách) – prokázaný již u dravých dinosaurů a dalších pravěkých živočichů[5]
- některé exotické druhy ryb imitují částí svého těla návnady pro menší rybky
- a mnohé jiné

Vztah mezi lovícím a loveným živočichem je většinou ve velmi citlivé negativní zpětné vazbě, kdy nadměrná převaha jedné z těchto dvou stran vyvolá nepříznivé podmínky pro pokračování v tomto trendu a stabilizaci stavů „dravce a kořisti“.